# World Series Baseball (jeu vidéo, 1993)
Cet article concerne le jeu vidéo de 1993 sorti sur Game Gear. Pour la série de jeux vidéo du même nom, voir World Series Baseball (série de jeux vidéo). Pour les articles homonymes, voir World Series Baseball.
Ne doit pas être confondu avec World Series Baseball (jeu vidéo, 1994), World Series Baseball (jeu vidéo, 1995) ou World Series Baseball (jeu vidéo, 2002).
World Series Baseball est un jeu vidéo de sport de type baseball sorti exclusivement sur Game Gear en novembre 1993, uniquement aux États-Unis. Il a été développé par le studio japonais Sega Sports et édité par Sega of America sous licence MLB et MLBPA.
Le jeu a lancé la série World Series Baseball et précède World Series Baseball, sorti l'année suivante sur Mega Drive.